# Apaga
Apaga (in armeno Ապագա?, che significa "futuro"; fino al 1935 Verin Turkmenlu) è un comune dell'Armenia di 1 787 abitanti (2010) della provincia di Armavir.